# Juan Carlos Muñoz (futbolista chileno)
Juan Carlos Muñoz Martínez (Santiago, Chile, 4 de abril de 1978) es un exfutbolista chileno, formado en Colo Colo, que jugaba de defensa central.

## Trayectoria
Debutó profesionalmente en Unión San Felipe el año 1998, a los 20 años. Luego de dos temporadas, regresó a su club de origen Colo-Colo, pero sin tener un paso destacado, por lo que el 2001 jugó en Deportes Arica y el 2002 en Unión Española, sin sobresalir en ninguno de los equipos anteriormente nombrados.
Hasta que en 2003 ficha por Santiago Morning, dirigido en ese entonces por Hernán Clavito Godoy. En el elenco microbusero disputó cinco temporadas y cosechó un título, como campeón de la Primera B 2005. El club permanece un año en Primera División y en el torneo de la Primera B 2007 retornan a la Primera A, mediante la Liguilla de Promoción.
El 2008 se integra al plantel de Curicó Unido, el equipo en el que más sobresalió en su carrera. Ese año se tituló campeón de la Primera B, logrando el primer ascenso a Primera División del club curicano. Se mantiene en el equipo, incluso anotando algunos goles de cabeza, pero solo durando un año en la máxima categoría del fútbol chileno. En el torneo de Primera B 2010, el técnico de Curicó Unido, Raúl Toro hizo una innovación en el equipo, probó a Juan Carlos como delantero para aprovechar su físico y gran juego aéreo para anotar goles en la portería contraria. Dicha fórmula funcionó, y Muñoz terminó dicho torneo como goleador del equipo, con 10 tantos, destacándose un doblete a Unión La Calera, que fue vital para la clasificación a la Liguilla de Promoción, y en dicha Promoción le anotó un gol a la Universidad de Concepción en el Estadio Municipal de Collao. En la siguiente temporada continúa alternándose entre defensor y delantero, y acrecienta su nombre en el club, debido al gol que anotó frente a Deportes Copiapó en el Estadio La Granja, que le significó la permanencia del elenco albirrojo en la Primera B. El campeonato de Primera B 2012 resultó igual de malo que el año anterior, Curicó Unido se salvó en la última fecha, y Juan Carlos Muñoz que solo anotó 2 goles en dicho torneo, se retiró de las canchas a fin de año. Sus números finales en el club tortero, después de 5 temporadas, fueron de 157 partidos y 23 goles.

## Clubes
| Club             | País  | Año       |
| ---------------- | ----- | --------- |
| Unión San Felipe | Chile | 1998-1999 |
| Colo Colo        | Chile | 2000      |
| Deportes Arica   | Chile | 2001      |
| Unión Española   | Chile | 2002      |
| Santiago Morning | Chile | 2003-2007 |
| Curicó Unido     | Chile | 2008-2012 |

## Palmarés

### Campeonatos nacionales
| Título    | Club             | País  | Año  |
| --------- | ---------------- | ----- | ---- |
| Primera B | Santiago Morning | Chile | 2005 |
| Primera B | Curicó Unido     | Chile | 2008 |